# Avesta (gemeente)
Avesta is een Zweedse gemeente in Dalarna. De gemeente behoort tot de provincie Dalarnas län. Ze heeft een totale oppervlakte van 672,7 km² en telde 22.102 inwoners in 2004.

## Plaatsen
- Avesta (stad)
- Horndal
- Fors (Avesta)
- Nordanö
- Näs bruk
- Lund en Gammelgård
- Hede (Avesta)
- Igeltjärna en Brovallen (delen van)
- Sonnboåsen
- By (Avesta)
- Jularbo
- Östanbyn
- Korskrogen (Avesta)
- Stora Dicka
- Fornby
- Södra Kyrkbyn

Älvdalen · Avesta · Borlänge · Falun · Gagnef · Hedemora · Leksand · Ludvika · Malung-Sälen · Mora · Orsa · Rättvik · Säter · Smedjebacken · Vansbro